# فیبروم رحم
فیبروم رحم (به انگلیسی: Uterine fibroids) رشد بیش از اندازهٔ بافت رحم در زنان در سن بچه داری است. فیبروم رحم یا تومور خوش‌خیم عضلهٔ صاف رحم، شایع‌ترین تومور لگنی در زنان است که تقریباً در پنجاه درصد زنان و معمولاً در سنین باروری بین ۲۵ تا ۴۰ سالگی دیده می‌شود.
این بیماری می‌تواند باعث نازایی شود. خطر دچار شدن به این بیماری در زنانی که نسبت به قدشان، افزایش وزن دارند، بالا و در زنانی که بچه دار شده‌اند، پایین است. بعد از یائسگی معمولاً فیبروم‌ها کوچک‌تر می‌شوند.

## انواع فیبروم‌ها
فیبروم‌ها بر اساس محل آن‌ها در رحم تقسیم‌بندی می‌شوند. شایع‌ترین محل وجود آن‌ها اینترامورال (داخل عضله رحم)، ساب سروزال (به صورت تودهٔ برجسته‌ای خارج رحم) و زیر مخاطی (داخل حفره رحم) هستند. نوع سوم یعنی زیر مخاطی که از همهٔ موارد نادرتر است با بیشترین تظاهرات بالینی از جمله منوراژی یا خون‌ریزی شدید قاعدگی و نازایی همراه‌است.

## عوامل پدیدآورنده
به نظر می‌رسد فیبروز رحمی پی آمد عوامل زیادی است که برهم اثر می‌گذارند. این عوامل ممکن است ژنتیکی، هورمونی، محیطی یا ترکیبی از همهٔ این‌ها باشد.

## نشانه‌های فیبروم رحمی
بسیاری از زنان مبتلا به فیبروز رحمی، هیچ نشانه‌ای ندارند. نشانه‌های این بیماری ممکن است این گونه باشد:
- قاعدگی‌های سنگین و دردناک یا خون‌ریزی بین دوره‌های ماهانه
- احساس پری در پایین شکم
- ادرار زیاد
- درد به هنگام نزدیکی جنسی
- درد در پایین کمر
- مشکلاتی در تولید مثل، مانند نازایی، سقط جنین یا زایمان پیش رس

بیشتر زنان مبتلا به فیبروز رحمی نازا نیستند و می‌توانند بچه دار شوند. برخی زنان مبتلا به فیبروز رحمی ممکن است نتوانند به‌طور طبیعی باردار شوند. اما با پیشرفت‌های که در درمان ناباروری رخ داده‌است، ممکن است برخی از این زنان باردار شوند.

## فیبروم و نازائی
فیبروم علت شایعی برای نازایی نیست و فقط در ده درصد موارد ممکن است سبب نازایی شود، ولی اگر خانمی با وجود فیبرومی در رحم حامله شود، به علت تغییرات هورمونی در این دوران ممکن است (به خصوص در سه‌ماهه اول و دوم بارداری) فیبروم‌هایش بزرگ‌تر شوند. گاه در این دوران در داخل فیبروم‌ها، خون‌ریزی ایجاد می‌شود که همراه با درد شدید شکم به صورت حادو ناگهانی و تب بالا خواهد بود که در بسیاری از موارد این حالت با شکم حاد جراحی یا آپاندیست یا کیست پاره شدهٔ تخمدان اشتباه شده و اگر دقت نشود ممکن است باعث انجام جراحی غیرضروری در دوران بارداری شود که عوارض فراوانی از جمله زایمان زودرس به دنبال خواهد داشت.

## رشد فیبروم
رشد این تومور توسط هورمون‌های استروژن و پروژسترون تحریک می‌شود و بعد از سن یائسگی چون میزان این هورمون‌ها پایین می‌آید، در نتیجه این تومور کوچک می‌شود. این بیماری در خانم‌های سیاه‌پوست، دو برابر شایع‌تر از خانم‌های سفیدپوست است، ولی هنوز علت قطعی آن مشخص نشده‌است. خوشبختانه علی‌رغم درصد بالای ابتلا، این تومور یک تومور خوش‌خیم محسوب می‌شود.

## پیشگیری
راه خاصی برای پیشگیری از این بیماری وجود ندارد، اما اجتناب از مصرف هورمون‌های زنانه ممکن است رشد فیبروییدها را کمتر کند.
استروژن موجود در قرص‌های ضدبارداری با دوز کم چندان خطر مهمی ندارند، اما استروژن با دوز زیاد ممکن است باعث بزرگ شدن فیبروییدها شود؛ لذا اگر مصرف قرص ضدبارداری مضر بود، باید به فکر استفاده از سایر روش‌های جلوگیری از بارداری باشید.

## درمان فیبروم رحمی
زنانی که به فیبروز رحمی دچار هستند، اما نشانه‌های آن را نشان نمی‌دهند، ممکن است به درمان نیاز نداشته باشند. زنانی که درد یا دیگر نشانه‌های این بیماری را دارند ممکن است این درمان‌ها برای آن‌ها سودمند باشد:

### درمان دارویی
داروها ممکن است باعث فروکش کردن نشانه‌های فیبروز رحمی‌شوند و حتی از رشد آن جلوگیری کنند یا آن را کند سازند. اما هنگامی که بیمار داروها را کنار می‌گذارد، بافت فیبری اغلب بار دیگر رشد می‌کنند.
امکان دارد برای به حداقل رساندن خون‌ریزی رحمی مصرف پروژستین‌ها توصیه شود. برای تخفیف درد هم استفاده از داروهای ضدالتهاب غیراستروییدی توصیه می‌شود. جهت درمان خون‌ریزی در برخی موارد از آمپول دیفرلین یا دکاپپتیل GNRH به مدت محدود حدود شش ماه که سبب کاهش سایز میوم و رفع آنمی بیمار می‌شود استفاده می‌شود. یکی از داروهای معروف جهت درمان این عارضه لورلین یا Lorelin است که از خانواده آگونیست‌های GNRH محسوب می‌شود. البته نتیجه درمان قطعی نیست و گاهی با قطع مصرف دارو به سایز قبلی خود برمی‌گردد ولی به هر صورت جهت کاهش سایز میوم قبل از جراحی مفید است.

### جراحی
چند جراحی نیز برای فیبروم رحمی وجود دارد:
- برداشت بافت فیبری و گذاشتن بخش‌های سالم رحم که به آن میومکتومی می‌گویند.
- بریدن رگ‌های خون‌رسان به بافت فیبری باعث فروکش کردن رشد آن‌ها می‌شود. (آمبولیزاسیون) که عارضه آن از بین رفتن قدرت باروری در آینده است.
- برداشت رحم (هیستروکتومی) که تنها راه اطمینان بخش برای درمان فیبروم رحمی است.

## نگارخانه

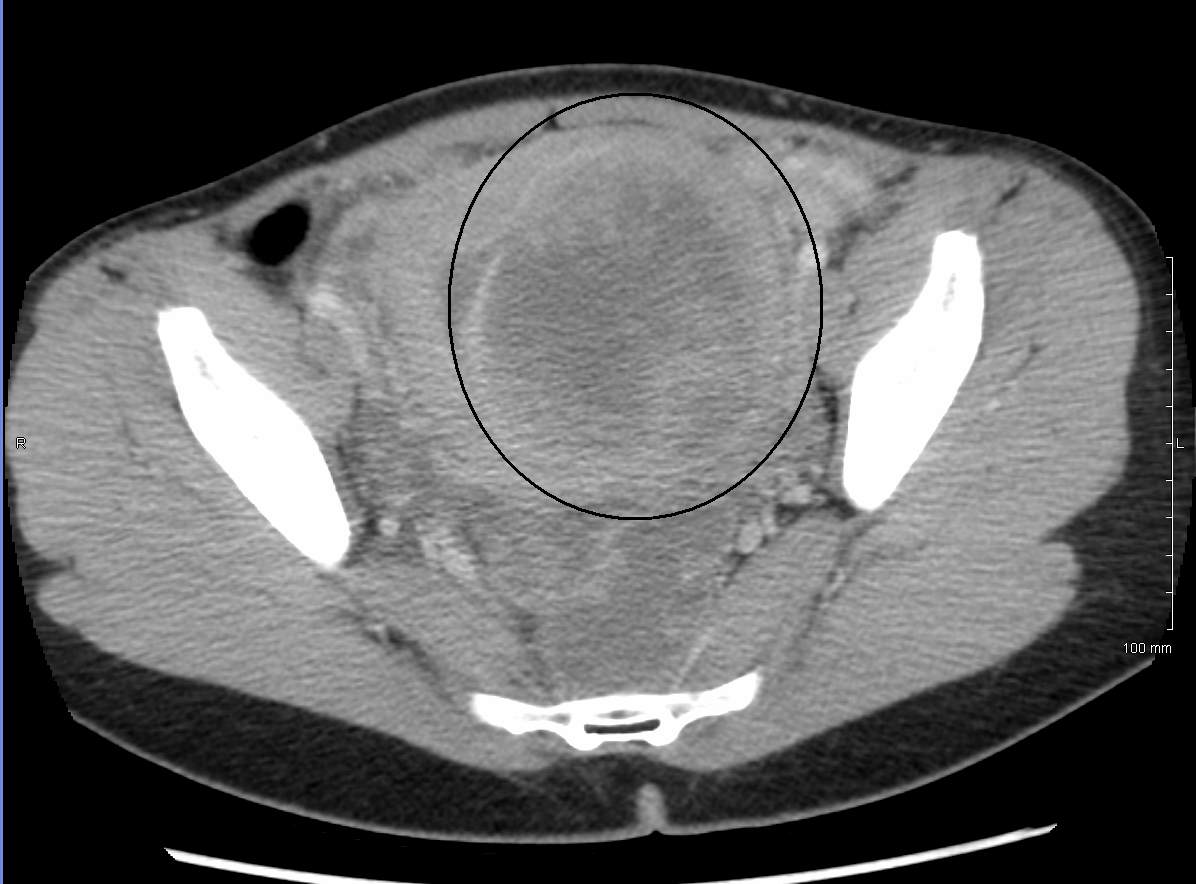
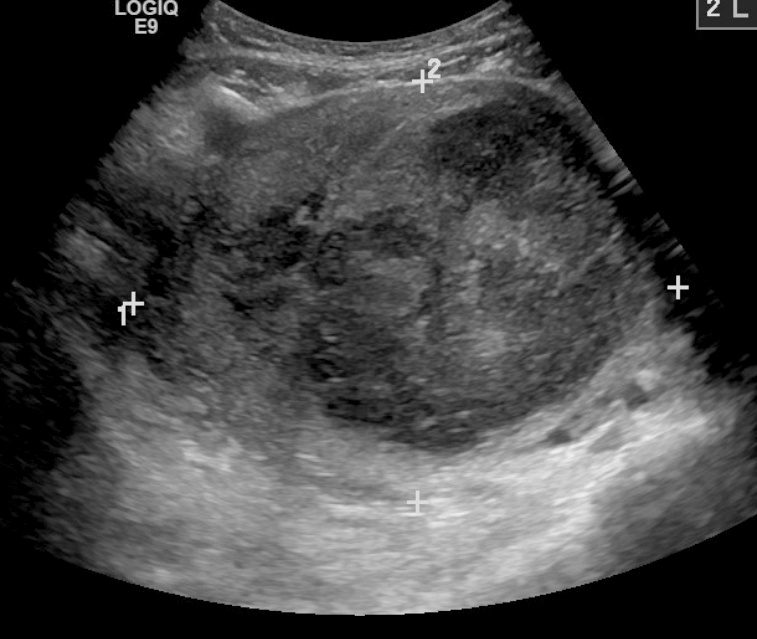
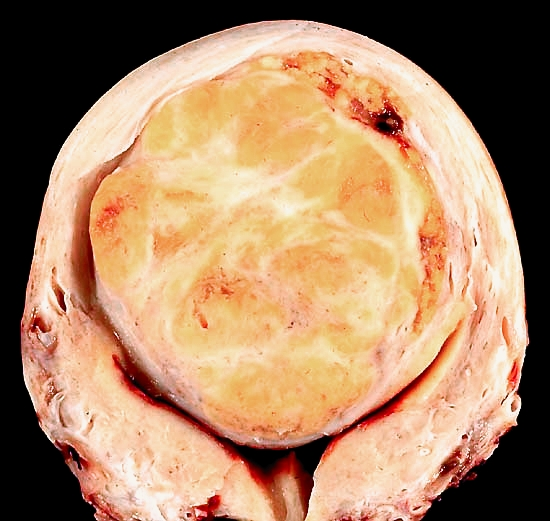
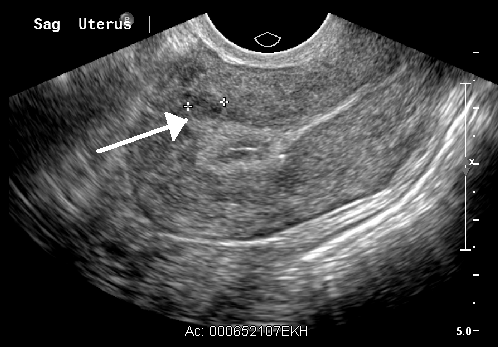
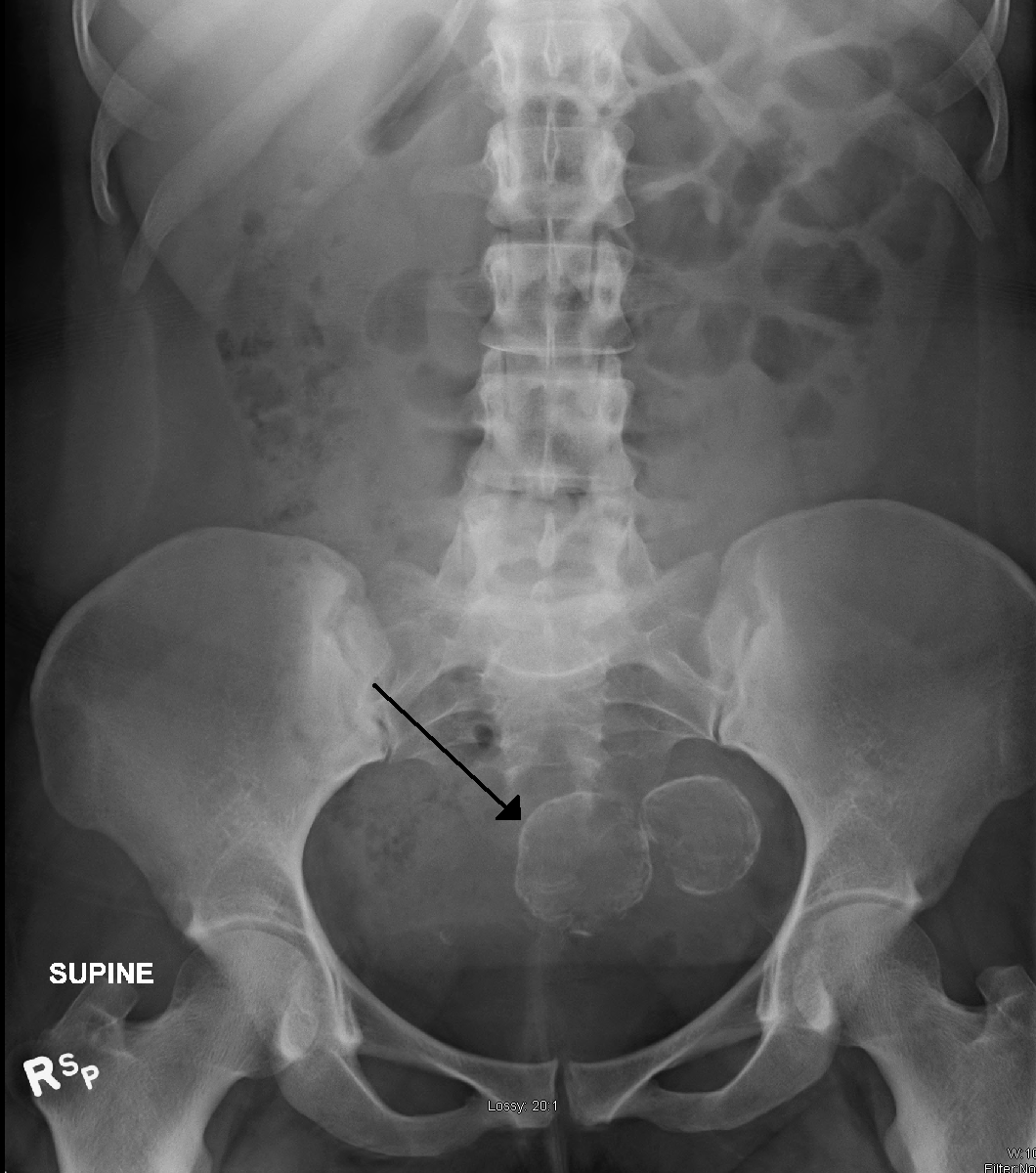